# Chimanguinho
Chimanguinho, pseudonimo di Leandro Moreira Chimango (Passo Fundo, 8 marzo 1986), è un giocatore di calcio a 5 brasiliano naturalizzato italiano.

## Carriera

### Club
Inizia a giocare calcio a 11 in Brasile nei più importanti club calcistici quali San Paolo e Internacional di Porto Alegre. Sempre in Brasile inizia a giocare a calcio a 5 con l'Assoeva di Venâncio. Dopo le esperienze in Spagna e Francia nel calcio professionistico, nel gennaio del 2009 raggiunge il fratello Alexandre, difensore in forza al Venezia C5 per cimentarsi con il futsal italiano. Nella stagione 2010-11 centra con i lagunari l'accoppiata campionato e Coppa Italia di Serie A2, di cui è inoltre nominato miglior giocatore della manifestazione. Nella stagione seguente ottiene una sofferta salvezza giunta solo al termine dei play-out ma le sue prestazioni positive convincono la dirigenza della Marca Futsal a prelevarlo insieme al compagno di squadra Marco Ercolessi. Alla prima stagione in bianconero si laurea campione d'Italia nella vittoriosa finale scudetto contro i cugini della Luparense. Confermato anche per la stagione seguente, al termine del girone di andata il giocatore è ceduto alla Luparense; nonostante il comunicato ufficiale della società padovana e le dichiarazioni dello stesso giocatore, Chimanguinho ritornerà sui suoi passi, preferendo fare ritorno in patria. Nel gennaio 2014 si accorda quindi con la Selbachense ricongiungendosi al fratello Alexandre; l'agosto seguente fa nuovamente ritorno in Serie A, accasandosi al Real Rieti per poi accasarsi nella sessione invernale all'Asti Calcio a 5 con i quali vince la Winter Cup e la Coppa Italia.

### Nazionale
In possesso della doppia cittadinanza, Chimanguinho ha esordito nella nazionale italiana il 2 dicembre 2014 durante l'incontro amichevole giocato contro i Paesi Bassi; nel medesimo incontro realizza la rete del momentaneo pareggio, contribuendo alla vittoria degli azzurri per 6-1.

## Palmarès
- Campionato italiano: 2
Marca: 2012-13
Asti: 2015-16
- Coppa Italia: 1
Asti: 2014-15
- Coppa della Divisione: 1
Real Rieti: 2018-19
- Winter Cup: 1
Asti: 2014-15
- Campionato di Serie A2: 3
Venezia: 2010-11 (girone A)
Maritime: 2017-18 (girone B)
Olimpus Roma: 2020-21 (girone B)
- Coppa Italia di Serie A2: 1
Venezia: 2010-11
Maritime: 2017-18